# North East Island (Nieuw-Zeeland)
North East Island is het hoofdeiland van de Snareseilanden, een eilandengroep in de Stille Oceaan, ongeveer 200 kilometer ten zuiden van het Zuidereiland van Nieuw-Zeeland. 

## Geografie
North East Island ligt, zoals de naam al doet vermoeden, in het noordoosten van de Snareseilanden. Het eiland vormt een centrale driehoek met lange schiereilanden in het noorden, zuiden en westen en is ongeveer 3 bij 2,5 kilometer lang en breed. Voor de South Promontory ligt Broughton Island, het op één na grootste eiland van de eilandengroep. Ten zuiden van de kust van het westelijke schiereiland ligt het eilandje Alert Stack en voor de North Promontory liggen de North en South Daption Rocks. Het eiland bereikt een hoogte van 130 meter boven de zeespiegel in het uiterste westen, wat tevens de hoogste top van de archipel is.
In de maanden december tot mei valt de meeste neerslag; de periode mei tot december is het droge seizoen. Verreweg het grootste deel van het hoofdeiland is bebost en de dominante boomsoorten zijn Olearia lyallii en Brachyglottis stewartiae.

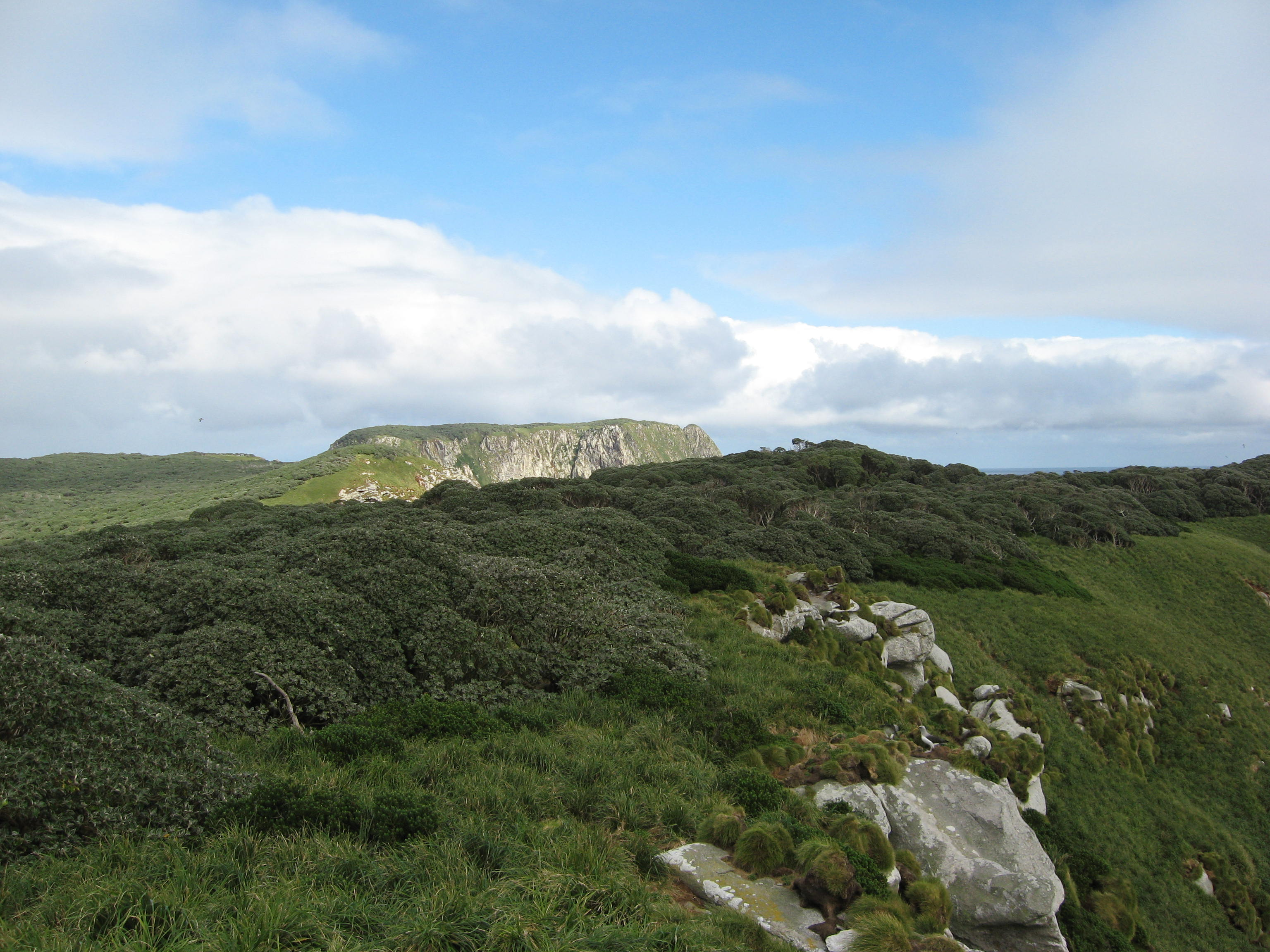
Uitzicht over North East Island